# Polybia signata
Polybia signata är en getingart som beskrevs av Adolpho Ducke 1910. Polybia signata ingår i släktet Polybia och familjen getingar. Inga underarter finns listade i Catalogue of Life.